# Ultimate Otaku Teacher
Ultimate Otaku Teacher (電波教師, Denpa kyōshi) est un manga écrit et dessiné par Takeshi Azuma. Il est prépublié depuis novembre 2011 dans le magazine Weekly Shōnen Sunday et publié en volumes reliés depuis mars 2012 par Shōgakukan. Une adaptation en anime produite par le studio A-1 Pictures est diffusée entre avril et septembre 2015 sur les chaînes du réseau NNS au Japon et sur J-One puis Anime Digital Network dans les pays francophones.

## Synopsis
Junichirô Kagami est un grand physicien ayant inventé une porte de téléportation. À l'âge de 17 ans, il écrit une thèse qui sera publiée dans "Nature et Science". Cependant, après la fac, celui-ci devient un vrai otaku et finit par devenir un NEET. Désespérée, sa petite sœur, Suzune, lui trouve un travail en tant que professeur de physique dans le lycée Higashi Shinmei. Se faisant renvoyer de ce lycée, la principale de l'académie privée Hiiragi lui demande de devenir enseignant dans son académie.

## Personnages
Junichirō Kagami (鑑 純一郎, Kagami Junichirō)
Ancien génie de la physique, il est maintenant un NEET et un otaku. Sa sœur lui trouve un emploi en tant que professeur dans un lycée mais il est renvoyé de ce dernier. Il est aussitôt employé de nouveau dans un autre établissement, le lycée Hiiragi.
Suzune Kagami (鑑 純音, Kagami Suzune)
La petite de sœur de Junichirô, c'est elle qui lui propose de travailler en tant qu'enseignant. Elle est dans l'équipe de softball de son lycée et utilise souvent sa batte pour "menacer" son frère.
Minako Kanō (叶美奈子, Kanō Minako)

## Manga
Le manga Denpa kyōshi débute le 2 novembre 2011 dans le magazine Weekly Shōnen Sunday publié par Shōgakukan.
| no | Japonais          | Japonais          |
| no | Date de sortie    | ISBN              |
| -- | ----------------- | ----------------- |
| 1  | 21 mars 2012      | 978-4-09-123570-1 |
| 2  | 23 juin 2012      | 978-4-09-123699-9 |
| 3  | 23 septembre 2012 | 978-4-09-123817-7 |
| 4  | 21 novembre 2012  | 978-4-09-124008-8 |
| 5  | 23 février 2013   | 978-4-09-124180-1 |
| 6  | 23 avril 2013     | 978-4-09-124283-9 |
| 7  | 23 juillet 2013   | 978-4-09-124352-2 |
| 8  | 21 août 2013      | 978-4-09-124401-7 |
| 9  | 23 novembre 2013  | 978-4-09-124498-7 |
| 10 | 23 février 2014   | 978-4-09-124564-9 |
| 11 | 21 mai 2014       | 978-4-09-124644-8 |
| 12 | 23 août 2014      | 978-4-09-125079-7 |
| 13 | 22 octobre 2014   | 978-4-09-125372-9 |
| 14 | 21 janvier 2015   | 978-4-09-125449-8 |
| 15 | 24 mars 2015      | 978-4-09-125697-3 |
| 16 | 18 mai 2015       | 978-4-09-126025-3 |
| 17 | 17 juillet 2015   | 978-4-09-126185-4 |
| 18 | 18 septembre 2015 | 978-4-09-126248-6 |
| 19 | 18 novembre 2015  | 978-4-09-126500-5 |
| 20 | 18 février 2016   | 978-4-09-126780-1 |
| 21 | 18 mai 2016       | 978-4-09-127139-6 |

## Anime
L'adaptation en série télévisée d'animation est annoncée en janvier 2015. Elle est réalisée au sein du studio A-1 Pictures avec une réalisation de Masato Sato, un scénario de Atsushi Maekawa et des compositions de Ryūichi Takada. Elle est diffusée initialement à partir du 4 avril 2015 sur les chaînes du réseau NNS.

### Liste des épisodes
| No | Titre en français                | Titre original                                         | Date de 1re diffusion |
| -- | -------------------------------- | ------------------------------------------------------ | --------------------- |
| 1  | Mes débuts de prof au lycée      | 高校教師始めました Kōkō kyōshi hajimemashita           | 4 avril 2015          |
| 2  | Les règles en société            | 社会のルール Shakai no rūru                            | 11 avril 2015         |
| 3  | Course poursuite à Akihabara     | チェイス で 秋葉原 Cheisu de Akihabara                 | 18 avril 2015         |
| 4  | La valeur des soubrettes         | メイドの品格 Meido no hinkaku                          | 25 avril 2015         |
| 5  | La bête du lycée Inchô           | 銀杏学園の怪物 Gin'nan gakuen no kaibutsu              | 2 mai 2015            |
| 6  | Un spectacle intéressant         | おもしろい景色 Omoshiroi keshiki                       | 9 mai 2015            |
| 7  | Le secret de la belle            | 美少女のヒミツ Bishōjo no himitsu                      | 16 mai 2015           |
| 8  | L'élève absente donne des leçons | 不登校児は大センセイ Futokō-ji wa dai sensei           | 23 mai 2015           |
| 9  | La fille du monde virtuelle      | ゲームの国の少女 Gēmu no kuni no shōjo                 | 30 mai 2015           |
| 10 | La mélancolie de Kôtarô          | 光太郎のユウウツ Kōtarō no yūutsu                      | 6 juin 2015           |
| 11 | Le monde extérieur               | 外の世界 Soto no sekai                                 | 13 juin 2015          |
| 12 | Luce face à Fisrt                | ルーチェvsファースト Rūche tai Fāsuto                  | 20 juin 2015          |
| 13 | Le professeur venu de Genève     | ジュネーブから来た博士 Junēbu kara kita hakase         | 27 juin 2015          |
| 14 | La femme à valeurs               | サテイの女 Satei no onna                               | 11 juillet 2015       |
| 15 | Mon fiancé, roi des gamers       | フィアンセはゲーム王 Fianse wa gēmu-ō                  | 18 juillet 2015       |
| 16 | Je veux atteindre le nirvana !   | 成仏したいの Jōbutsu shitai no                         | 25 juillet 2015       |
| 17 | Un premier jour perturbant       | 初登校で大騒ぎ Hatsu tōkō de ōsawagi                   | 1er août 2015         |
| 18 | La fierté du gamer               | ゲーマーのプライド Gēmā no puraido                     | 8 août 2015           |
| 19 | Street Girl                      | ストリートガール Sutorītogāru                          | 15 août 2015          |
| 20 | Les idoles jumelles              | 双子のアイドル Futago no aidoru                        | 29 août 2015          |
| 21 | Rencontre avec les familynger    | ファミリンジャー見参 Famirinjā kenzan                  | 5 septembre 2015      |
| 22 | Le château de Kagami             | 鑑クンのお城 Akira-kun no o-jō                         | 12 septembre 2015     |
| 23 | Un visiteur impromptu            | 謎の一日体験入所者 Nazo no Ichinichi taiken nyūsho-sha | 19 septembre 2015     |
| 24 | Ma méthode d'enseignement        | オレの教育方針 Ore no kyōiku hōshin                    | 26 septembre 2015     |

### Génériques
| Générique | Épisodes | Début                | Début   | Fin         | Fin                    |
| Générique | Épisodes | Titre                | Artiste | Titre       | Artiste                |
| --------- | -------- | -------------------- | ------- | ----------- | ---------------------- |
| 1         | 1 – 12   | Youthful Dreamer     | TrySail | DREAMIN     | Tokyo Performance Doll |
| 2         | 13 – 24  | Vivid Brilliant door | Sphere  | MY ONLY ONE | 9nine                  |